# ASL 항공 헝가리
ASL 항공 헝가리(영어: ASL Airlines Hungary)는 헝가리의 화물 항공사로 부다페스트 리스트 페렌츠 국제공항이 허브 공항으로 1987년에 판에어 헝가리(영어: Farnair Hungary)로 설립되었고 주로 화물 항공편을 제공한다.

## 보유 기종
- 2015년 10월 기준으로 ASL 항공 헝가리는 다음과 같은 기종을 보유하고 있다.[4]